# Conservatorio della Pietà dei Turchini
Il conservatorio della Pietà dei Turchini era uno dei quattro conservatori napoletani. Estinti i quattro conservatori successivamente nacque l'attuale conservatorio di San Pietro a Majella. Assieme alle altre tre scuole di musica, il Conservatorio della Pietà dei Turchini fu il fulcro della gloriosa scuola musicale napoletana tra XVII e XVIII secolo.

## Storia

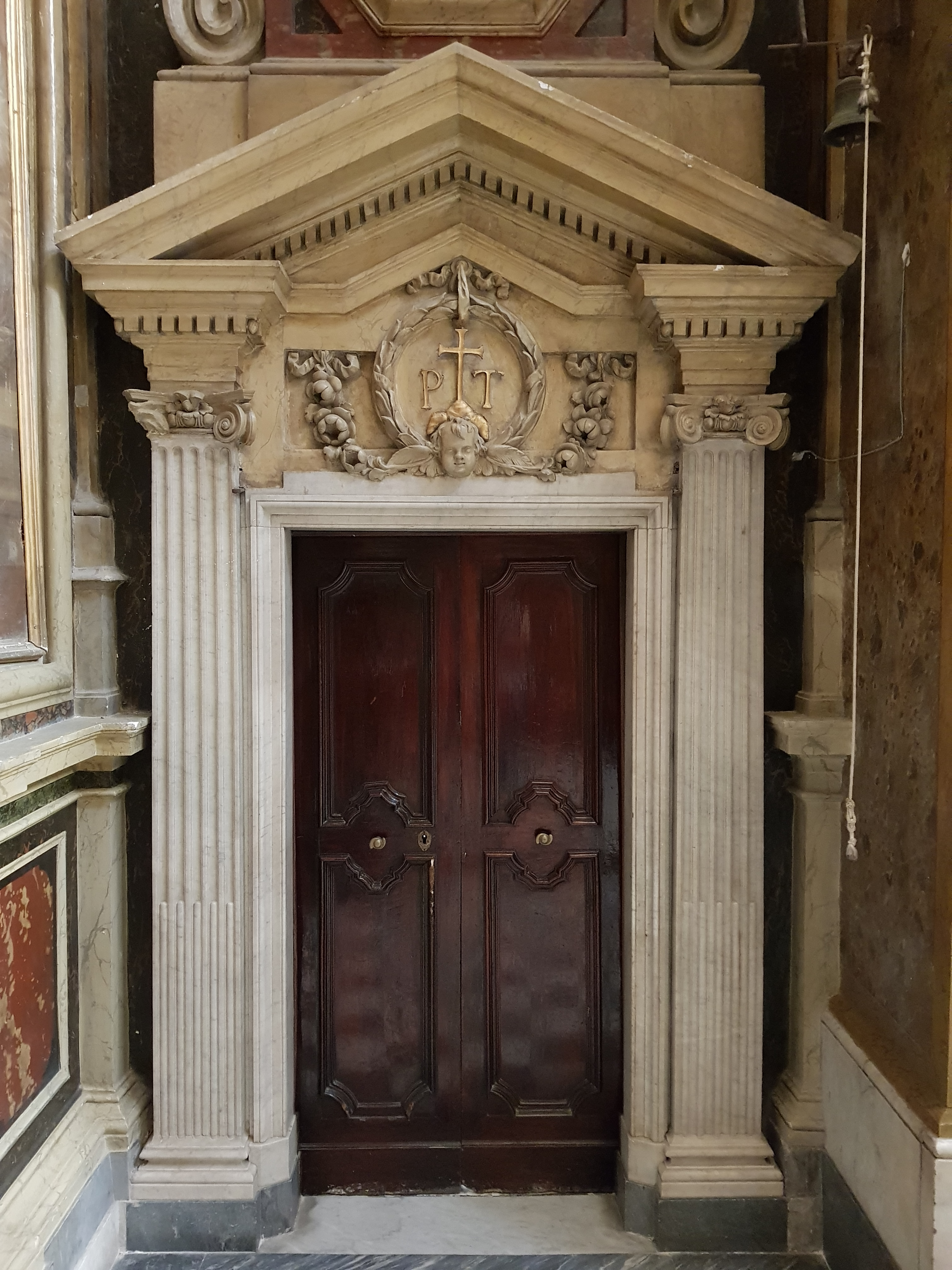
Una delle porte interne della Chiesa della Pietà dei Turchini, a via Medina, con il alto lo stemma "Pietà dei Turchini".

Fu fondato nel 1583 grazie all'opera dei laici appartenenti alla Confraternita dei Bianchi della Croce, i quali si riunivano per l'appunto nella chiesa dell'Incoronatella (oggi Chiesa di Santa Barbara dei Marinai, in via Flavio Gioia) già dal 1573. Analogamente a quello di Sant'Onofrio fu originariamente adibito a orfanotrofio. Quando diventò un istituto di musica prese il nome di "conservatorio Santa Maria della Pietà dei figlioli", nome mutato più tardi in "conservatorio della Pietà dei Turchini", proprio per il fatto che i fanciulli ospitati venivano chiamati li turchini, per via del colore turchino dei loro abiti e dei loro berretti.
Nel 1592 l'orfanotrofio fu trasferito, ad opera della Confraternita, in una sede più ampia nella strada larga dell'Incoronata.
Fu la più longeva scuola di musica napoletana: essa infatti, dopo aver inglobato il Conservatorio di Sant'Onofrio a Capuana e quello di Santa Maria di Loreto, fu estinto e nel 1807 nacque il "Real collegio di Musica" che, in seguito, diventerà l'attuale conservatorio di San Pietro a Majella.
Benché tanti a Napoli asseriscano di essere gli eredi del Conservatorio della Pietà dei Turchini, in realtà esso rimane di pertinenza del Conservatorio di San Pietro a Majella, non essendo mai stato soppresso ed il cui fondo, fatto di partiture e di tutti i libri riguardanti la sua gestione, si trova presso l'attuale conservatorio della città partenopea.
L'edificio della Pietà dei Turchini è ancora oggi esistente ed è il compendio dei tre condomini di via Medina 17, via Medina 13 e via San Bartolomeo 63 - oggi di proprietà privata e destinati a civili abitazioni susseguentemente all'accorpamento dei Conservatori partenopei nell'unico istituto di San Pietro a Majella, che, privando il complesso edilizio di una precipua funzione, indusse la Confraternita dei Bianchi, nel corso del 1833, prima a concedere in enfiteusi e poi ad alienare il palazzo.

## Insegnamento
L'insegnamento musicale ebbe iniziò agli inizi del XVII secolo. Il primo insegnante di musica documentato è un certo Don Lelio d'Urso, attivo tra il 1615 al 1622; a questo succedette Giovanni Maria Sabino, operante come primo maestro del conservatorio dal 1622 al 1626, il quale fu il primo maestro di cappella "ufficiale". Nel periodo di massimo splendore ebbe tra i suoi insegnanti Francesco Provenzale, Nicola Fago e Leonardo Leo e formava numerosi cantanti e strumentisti soprattutto per il vicino teatro San Carlo.
Come gli altri istituti aveva un solo insegnante per gli strumenti ad arco e un solo insegnante per gli strumenti a fiato. A differenza di altre scuole, il conservatorio della Pietà dei Turchini presentava un ambiente più "umano": aveva dormitori e servizi spaziosi, viveri di prima qualità, un'infermeria, una farmacia e altre cose che lo rendevano molto più vivibile.

### Direttori
Quella che segue, con i relativi periodi di carica, è la lista dei direttori (primi maestri) che si sono avvicendati al vertice del conservatorio della Pietà dei Turchini:
- Lelio d'Urso (1615-1622)
- Giovanni Maria Sabino (1622-1626)
- Francesco Lombardi (1626-1630)
- Giacinto Anzalone (1630-1657)
- Domenico Vetromile (1657-1662)
- Giovanni Salvatore (1662-1673)
- Francesco Provenzale (1673-1701)
- Gennaro Ursino (1701-1705)
- Nicola Fago (1705-1740)
- Leonardo Leo (1741-1744)
- Lorenzo Fago (1744-1793)
- Niccolò Piccinni (1792)
- Nicola Sala (1793-1799)
- Giacomo Tritto (1799-1800)

### Maestri e allievi
Tra i maestri ed allievi invece si ricordano:
- Pasquale Cafaro (maestro)
- Luigi Caruso (allievo)
- Francesco Feo (allievo)
- Giovanni Furno (maestro)
- Gaetano Greco (maestro)
- Giuseppe de Majo (allievo)
- Francesco Mancini (allievo)
- Gaspare Spontini (allievo)
- Giacomo Tritto (allievo)
- Michelangelo Vella (allievo)
- Pietro Antonio Coppola (allievo)[1]